# Оштрице
Оштрице су насељено место у саставу града Новог Марофа у Вараждинској жупанији, Хрватска. До територијалне реорганизације у Хрватској налазиле су се у саставу старе општине Нови Мароф.

## Становништво
На попису становништва 2011. године, Оштрице су имале 452 становника.

## Попис1991.
На попису становништва 1991. године, насељено место Оштрице је имало 534 становника, следећег националног састава:
| Попис 1991.‍ | Попис 1991.‍ | Попис 1991.‍ | Попис 1991.‍ | Попис 1991.‍ |
| ----------- | ----------- | ----------- | ----------- | ----------- |
|             |             |             |             |             |
| Хрвати      | Хрвати      |             | 527         | 98,68%      |
| Словенци    | Словенци    |             | 3           | 0,56%       |
| остали      | остали      |             | 1           | 0,18%       |
| непознато   | непознато   |             | 3           | 0,56%       |
| укупно: 534 |             |             |             |             |